# Chinese Democracy
《Chinese Democracy》는 건즈 앤 로지스의 여섯 번째 스튜디오 음반이다.
1993년 이후 15년의 공백기를 깨고 발매된 'Chinese Democracy'는 'Live Era' 앨범의 발매 전후부터 소문이 무성하였다. 일부에서는 앨범 작업이 전혀 진행되지 않는 것이 아니냐는 반응도 있었지만, 공연에서는 'Chinese Democracy'에 수록될 예정인 곡들이 이미 여러차례 연주된 바 있다. 또한, 2003년 9월부터 최근 2008년 6월 19일까지 데모버전이 여러 차례 유출되면서 앨범 녹음이 진행되고 있다는 사실 자체가 확인된 바 있었다. 그리고 공식 사이트에서 결국 2008년 11월 23일의 발매 날짜를 발표하였다.(이 사이트에서는 데모곡을 들어볼 수가 있다.) 매년 발매 일정을 미루던 건즈 앤 로지스의 새 앨범에 약 15년동안 기다리던 건즈 앤 로지스 팬들은 포럼과 블로그에서 굉장한 관심을 표했고 해외 언론들도 건즈의 상세한 날짜 발표에 벌써부터 기사들이 넘쳐났다. 
이 앨범은 유러피언 탑 100 1위, 캐나디안 앨범 차트 1위, 미국 빌보드 200 3위, 일본 오리콘 앨범 차트 3위를 기록했다.

## 곡 목록
1. "Chinese Democracy" Rose, Josh Freese 4:43
2. "Shackler's Revenge" Rose, Buckethead, Caram Costanzo, Bryan Mantia, Pete Scaturro 3:37
3. "Better" Rose, Robin Finck 4:58
4. "Street of Dreams" Rose, Tommy Stinson, Dizzy Reed 4:46
5. "If the World" Rose, Chris Pitman 4:54
6. "There Was a Time" Rose, Paul Tobias, Reed 6:41
7. "Catcher in the Rye" Rose, Tobias 5:53
8. "Scraped" Rose, Carroll, Costanzo 3:30
9. "Riad n' the Bedouins" Rose, Stinson 4:10
10. "Sorry" Rose, Carroll, Mantia, Scaturro 6:14
11. "I.R.S." Rose, Tobias, Reed 4:28
12. "Madagascar" Rose, Pitman 5:38
13. "This I Love" Rose 5:34
14. "Prostitute" Rose, Tobias 6:15